# Aloha Tower

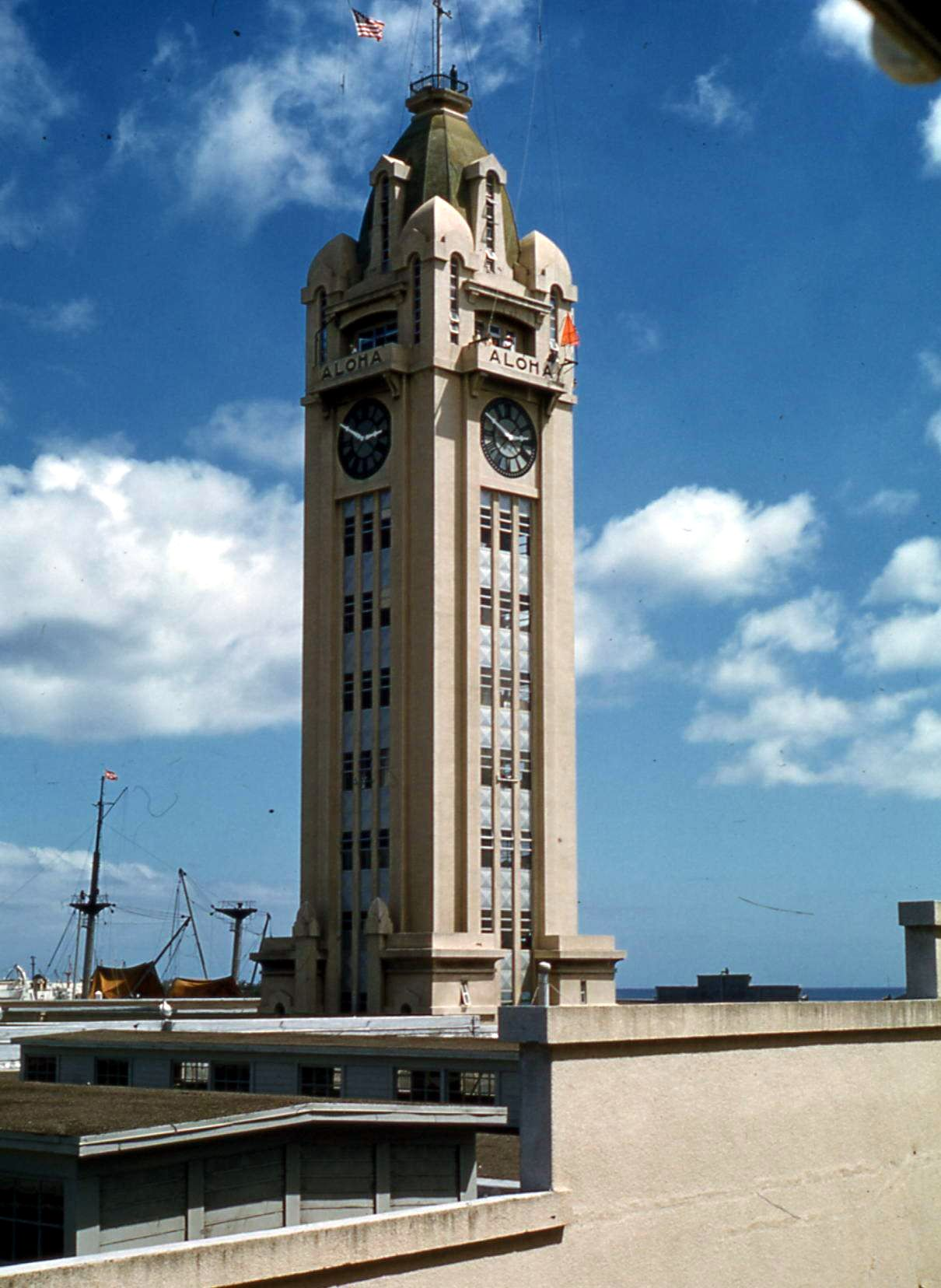
La torre en 1959.

La Aloha Tower es un antiguo faro y uno de los monumentos más emblemáticos del estado de Hawái (Estados Unidos). Construida con un coste de 160 000 dólares (equivalentes a 2 805 206 dólares de 2024) e inaugurada el 11 de septiembre de 1926, la torre, dedicada al Espíritu Aloha, está situada en el muelle 9 del Puerto de Honolulú. Ha sido, y sigue siendo, un faro que guía y da la bienvenida a los barcos que llegan a la ciudad de Honolulú. Al igual que la Estatua de la Libertad recibía cada año a miles de inmigrantes a Nueva York, la Aloha Tower recibía a miles de inmigrantes a Honolulú. Con diez plantas y 56 metros de altura, coronada con un mástil de bandera de 12 metros de altura, fue durante cuatro décadas la estructura más alta de Hawái. Fue diseñada en estilo neogótico y art déco con influencias hawaianas.

## Historia

### Ataque a Pearl Harbor
Cuando el 7 de diciembre de 1941 se produjo el ataque a Pearl Harbor, los guardacostas del USCGC Taney (WHEC-37) recibieron la orden de tomar posiciones defensivas alrededor de la Aloha Tower y protegerla de ser ocupada. La torre fue pintada con camuflaje para que no fuera visible por la noche.

### Renovación
En 1981, el gobernador de Hawái y el Departamento de Empresa, Desarrollo Económico y Turismo de Hawái crearon la Aloha Tower Development Corporation. A esta empresa pública se le encargó la tarea de desarrollar los terrenos que rodean la Aloha Tower para beneficiar a las actividades comerciales establecidas en el Puerto de Honolulú, proporcionando al mismo tiempo un amplio acceso al paseo marítimo a los residentes de la ciudad. El complejo de la Aloha Tower, según la definición de la empresa pública, se identificó con los muelles 5 y 6, los muelles 8 a 23, y partes de la Autopista Nimitz y del barrio de Iwilei.

### Alrededores de la torre
En 1982, se inauguró el Hawaii Maritime Center cerca de la Aloha Tower, en un antiguo muelle real, con el objetivo de explicar la historia del Puerto de Honolulú y de las industrias a las que ha servido. En 2002, el Hawaii Maritime Center pasó a ser una institución del Bishop Museum. El centro cerró al público el 1 de mayo de 2009 y en 2015 fue transformado en una residencia universitaria de la Hawaii Pacific University.
En el muelle real está atracado el histórico buque de carga Falls of Clyde, el único barco de cuatro mástiles con casco de hierro que se conserva en el mundo.

## Proyectos recientes

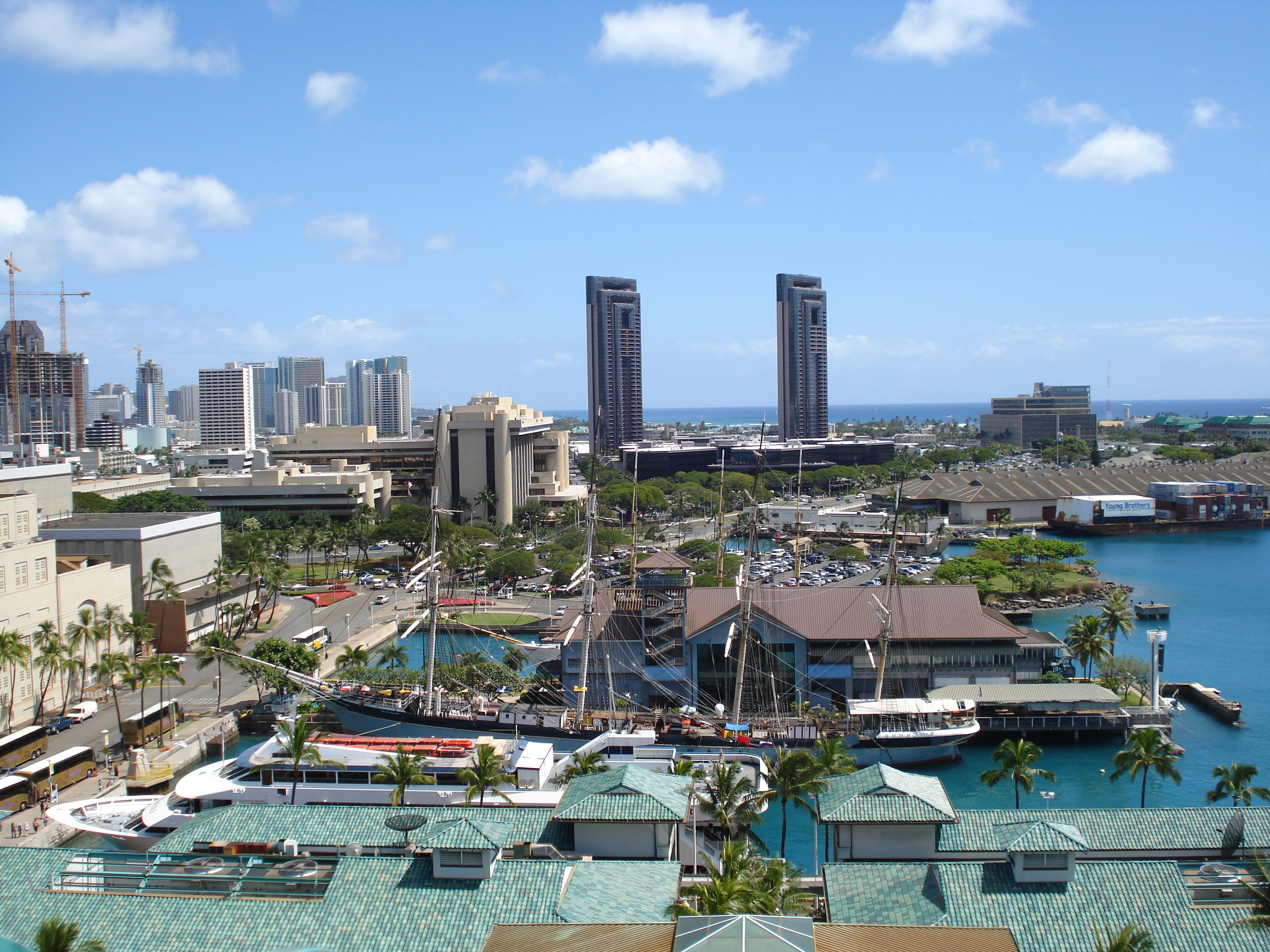
El Hawaii Maritime Center y el Falls of Clyde vistos desde la Aloha Tower, mirando hacia el este.

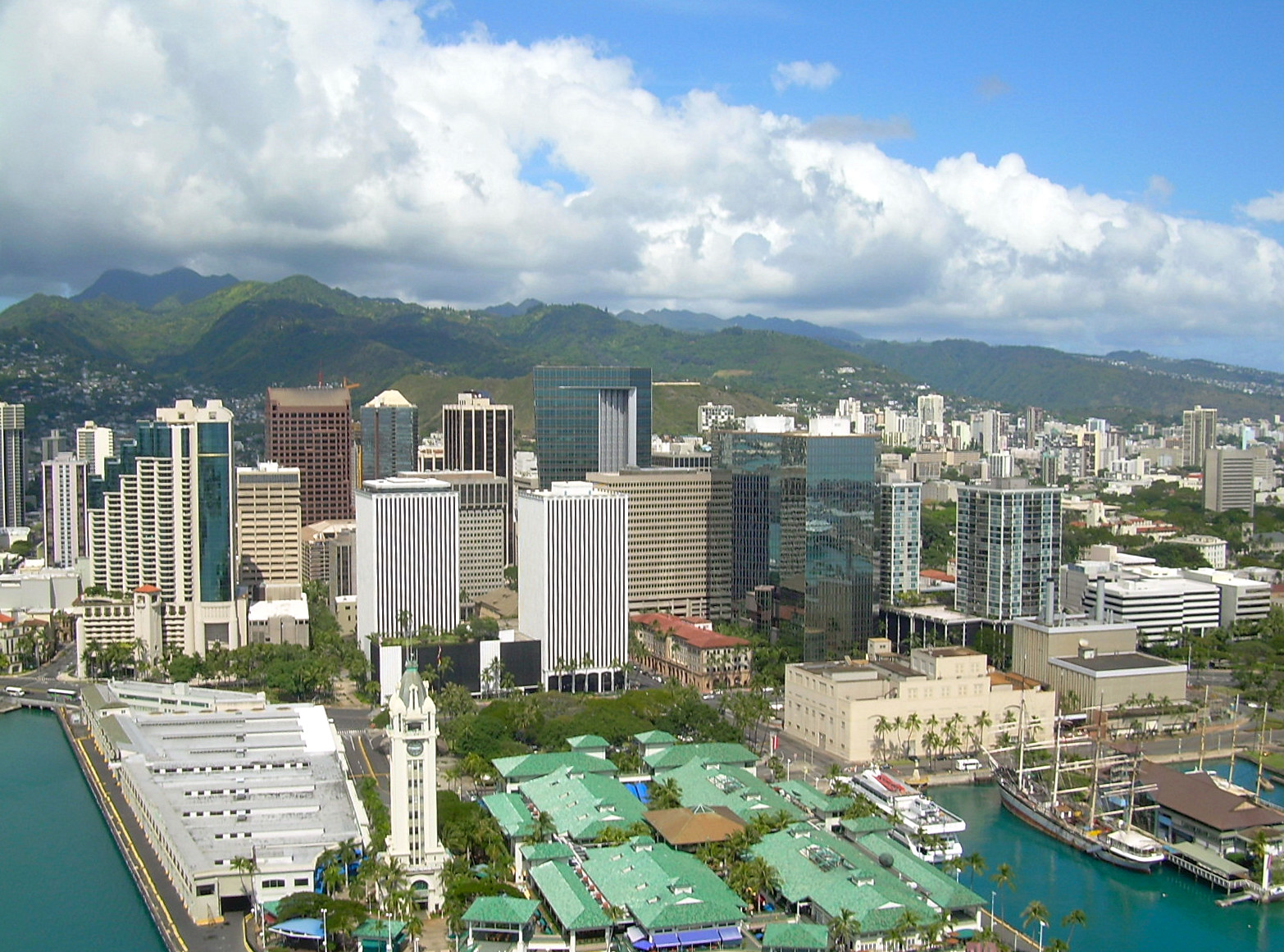
El centro de Honolulú con la Aloha Tower, el Falls of Clyde y el First Hawaiian Center.

Se han propuesto varios proyectos para hacer que la Autopista Nimitz, que pasa cerca de la Aloha Tower, sea más eficiente. Además, se están barajando propuestas para la remodelación de los alrededores de la torre.

### Propuesta de túnel de carretera
En 2004, se presentó una controvertida propuesta para construir un túnel de carretera que pasaría por debajo del complejo.

### Servicio de Skyline
Se han presentado propuestas para la introducción de un servicio de transporte ferroviario urbano cerca de la Aloha Tower durante años. Inicialmente, se propuso el restablecimiento del tranvía, pero fue sustituido por un sistema de metro ligero cuando se anunció el proyecto Skyline, que incluye la construcción de la estación Kuloloia (Downtown) cerca de la Aloha Tower. A fecha de 2024, esta estación está en construcción y se espera que sea inaugurada en 2031.

### Remodelación de los alrededores de la torre
Como parte del plan de desarrollo orientado al transporte de Skyline, el estacionamiento frente a la Aloha Tower y la adyacente central eléctrica de Hawaiian Electric, fuera de servicio, serán demolidos y sustituidos por varios desarrollos de uso mixto. Además, los edificios de oficinas circundantes serán transformados en condominios residenciales. Se espera que la primera transformación, el condominio Modea, se complete en 2025.

### Hawaii Pacific University
En 2015, la Hawaii Pacific University ocupó el antiguo centro comercial Aloha Tower Marketplace y lo transformó en una ampliación de su campus, incluidas 78 viviendas para 278 estudiantes.

### Preocupaciones de seguridad tras los atentados del 11 de septiembre de 2001
En consideración de las intensificadas medidas de seguridad tras los atentados del 11 de septiembre de 2001, se restringió el acceso público a la plataforma de observación de la torre, pero desde entonces ha reabierto.

## Conciertos
El grupo estadounidense de hard rock Skid Row actuó en un concierto en un escenario junto a la Aloha Tower el 10 de octubre de 1992.